# Busycon
Busycon is een geslacht van weekdieren uit de klasse van de Gastropoda (slakken).

## Soorten
- Busycon carica (Gmelin, 1791)
- Busycon contrarium (Conrad, 1840) †